# Abdelbaqi Benziane
Abdelbaqi Benziane (en arabe : عبد الباقي بن زيان) né le 12 décembre 1958 à Oran, est un homme politique algérien. Il est ministre de l'Enseignement supérieur et de la Recherche scientifique algérien du  23 juin 2020 au 8 septembre 2022.

## Biographie

### Carrière
- Directeur adjoint de l'Institut des sciences économiques et commerciales à Oran.
- Directeur général de l'École supérieure des professeurs à Oran.
- Directeur général de l'École nationale polytechnique d'Oran (2008-2017)[1],[2]
- Vice-président de l'Organisation internationale de la francophonie en France.
- Recteur l'Université Ahmed Ben Bella à Oran (2017-2020)[3].
- Ministre de l'Enseignement supérieur et de la Recherche scientifique du  23 juin 2020 au 8 septembre 2022[4].